# 日本障害者協議会
日本障害者協議会（にほんしょうがいしゃきょうぎかい、英語: NPO Japan Council on Disability）とは、1980年に結成された日本の障害者の団体（障害者団体）。略称はJD。

## 概要
国際連合は1981年を「国際障害者年」として定めた。日本でもこの動きに呼応するため、100を超える障がい者団体やその関係者が国際障害者年の前年の1980年に「国際障害者年日本推進協議会」を結成した。1993年に日本障害者協議会（JD）と名称を変更した。以後、日本における障害者団体のナショナルセンターとして、国際的な障害者団体や他国の障害者団体との連絡や連携を行いつつ、日本の障害者団体のナショナルセンターとして、厚生労働省などの行政組織との交渉、社会や政治への働きかけなどを行ってきた。2004年に日本障害フォーラム(JDF)が、国内の障害者団体及びその関係団体が合同する形で結成され、日本障害者協議会はその中核を担う団体へとなった。国際活動は日本障害フォーラムが引き継ぐこととなった。
活動としては、2005年の障害者自立支援法成立後、応能負担から応益負担へと変更されたために多くの障害者から反対の声が上がり、抗議活動や訴訟の動きが強まった（詳しくは障害者自立支援法への訴訟を参照）。日本障害者協議会は、「障害者自立支援法訴訟の和解の結果交わされた「基本合意」の完全実現をめざす会」に関する情報の拠点とその事務局機能を担っている。他に相模原障害者施設殺傷事件への抗議活動や勉強会、障害年金や支援費制度及び介護保険制度をめぐる連続学習会を開催している。
なお、団体の設立目的は以下の通りである。
出典。

## 組織

### 主な正会員団体
2021年8月20日現在（62団体）。障害者の団体、難病者の団体、障害者の家族の団体、福祉施設の団体、福祉系の職能団体、福祉系の学会や研究会、障がい者スポーツや障がい者教育に関する団体等がある。
- きょうされん
- 筋痛性脳脊髄炎の会
- 口と足で描く芸術家協会
- 埼玉県障害者協議会
- 障害者（児）を守る全大阪連絡協議会
- 障害者の生活と権利を守る全国連絡協議会
- 障害者の生活保障を要求する連絡会議
- 障害乳幼児の療育に応益負担を持ち込ませない会
- 全国ＬＤ親の会
- 全国視覚障害児（者）親の会
- 全国社会福祉協議会
- 全国障害者とともに歩む兄弟姉妹の会
- 全国障害者問題研究会
- 全国腎臓病協議会
- 全国精神障害者団体連合会
- 全国精神障害者地域生活支援協議会
- 全国知的障害者施設家族会連合会
- 全国要約筆記問題研究会
- 全日本難聴者・中途失聴者団体連合会
- 鉄道弘済会
- 鉄道身障者福祉協会
- 東京都身障運転者協会
- 長野県障害者運動推進協議会
- 奈良県障害者協議会
- 難民を助ける会
- 日本アビリティーズ協会
- 日本音楽療法学会
- 日本筋ジストロフィー協会
- 日本車椅子シーティング協会
- 日本言語聴覚士協会
- 日本高次脳機能障害友の会
- 日本作業療法士協会
- 日本肢体不自由児協会
- 日本自閉症協会
- 日本社会福祉士会
- 日本手話通訳士協会
- 日本障害者リハビリテーション協会
- 日本職業リハビリテーション学会
- 日本整形外科学会
- 日本精神保健福祉士協会
- 日本セルプセンター
- 日本点字図書館
- 日本てんかん協会
- 日本難病・疾病団体協議会
- 日本発達障害連盟
- 日本パラスポーツ協会
- 日本病院・地域精神医学会
- 日本福祉のまちづくり学会
- 日本盲人社会福祉施設協議会
- 全国社会就労センター協議会
- 全国身体障害者施設協議会
- 日本リウマチ友の会
- 日本理学療法士協会
- 日本リハビリテーション医学会
- 日本臨床心理士会
- 発達保障研究センター
- 無年金障害者の会
- ゼンコロ
- 共用品推進機構
- ありのまま舎
- カラーユニバーサルデザイン機構
- やどかりの里

出典。

### 主な役員
2020年度の役員・顧問体制
- 代表 ‐ 藤井克徳（きょうされん 専務理事）
- 副代表 ‐ 石渡和実（東洋英和女学院大学 名誉教授）、薗部英夫（全国障害者問題研究会 副委員長）
- 常務理事 ‐ 増田一世（社会福祉法人やどかりの里　理事長）
- 理事 ‐ 赤平守（社会福祉法人武蔵野会　社会貢献担当）、伊東良輔（日本社会福祉士会 理事）、内田邦子（社会福祉法人日本盲人社会福祉施設協議会）、太田修平（障害者の生活保障を要求する連絡議 参与 事務局担当）、木太直人（日本精神保健福祉士協会 常務理事）、黒澤和生（日本理学療法士協会　常務理事）、佐々木良子（一般社団法人全国手話通訳問題研究会 理事）、佐藤久夫（日本社会事業大学名誉教授）、佐野竜平（法政大学准教授）、篠原三恵子（NPO法人筋痛性脳脊髄炎の会 理事長）、白沢仁（障害者の生活と権利を守る全国連絡協議会 事務局長）、戸髙洋充（NPO法人全国精神障害者地域生活支援協議会(あみ) 代表）、中村敏彦（一般社団法人ゼンコロ 会長）、中村春基（一般社団法人日本作業療法士協会 会長）、野際紗綾子（難民を助ける会　支援事業部マネージャー）、藤木和子（全国障害者とともに歩む兄弟姉妹の会 本部スタッフ）、馬上和久（一般社団法人全国腎臓病協議会 関東ブロック担当理事）、矢澤健司（一般社団法人日本筋ジストロフィー協会副理事長）
- 幹事 ‐ 春田文夫（日本チャリティプレート協会 会長）、星川 安之（共用品推進機構　専務理事）
- 顧問 ‐ 八代英太（元国会議員、元郵政大臣）、河端静子（埼玉県障害者協議会 元代表理事）、松井亮輔（日本障害者リハビリテーション協会 副会長）

出典。